# 埃托梅尼勒
埃托梅尼勒（法語：Hétomesnil，法語發音：[etɔmenil]）是法国瓦兹省的一个市镇，属于博韦区。

## 地理
埃托梅尼勒（49°37'35"N, 2°1'57"E）面积7.84 平方千米，位于法国上法蘭西大區瓦兹省，该省份为法国北部内陆省份，北起索姆省，西接厄尔省和滨海塞纳省，南至塞纳-马恩省和瓦兹河谷省，东临埃纳省。
与埃托梅尼勒接壤的市镇（或旧市镇、城区）包括：卡特、绍克斯莱贝纳尔、孔特维尔、大克雷沃克尔、勒阿梅勒、利于、普雷维莱尔。
埃托梅尼勒的时区为UTC+01:00、UTC+02:00（夏令时）。

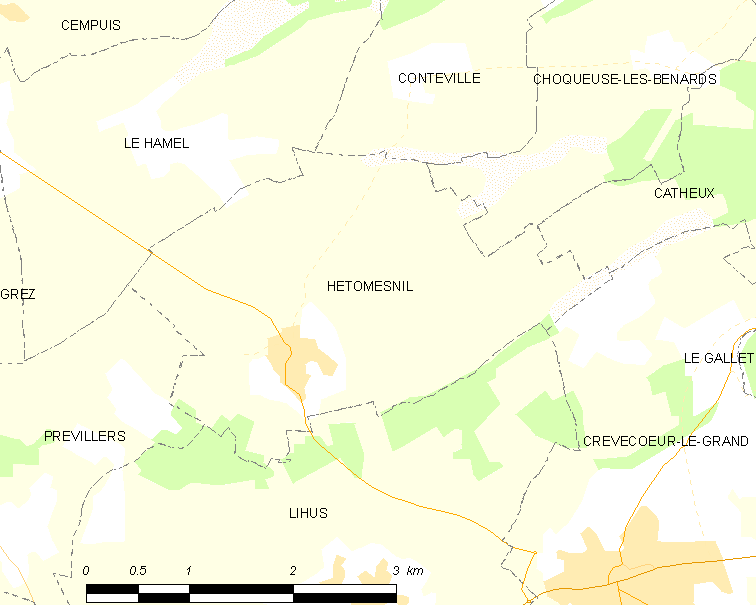
埃托梅尼勒的OSM定位图

## 行政
埃托梅尼勒的邮政编码为60360，INSEE市镇编码为60314。

## 政治
埃托梅尼勒所属的省级选区为格朗维利耶县。

## 人口

1962-2008年间埃托梅尼勒人口变化图示

埃托梅尼勒于2022年1月1日时的人口数量为321人。